# Сергеј Ћетковић
Сергеј Ћетковић (Титоград, 8. март 1976) је црногорски и српски певач поп музике.

## Каријера
Ћетковић је био члан црногорске групе „Ватрена срца“. Са овом групом је наступао на многим фестивалима где је био клавијатуриста и пратећи вокал. Соло каријеру почиње након распада групе „Амфитеатар“, 1998. године на Сунчаним скалама са песмом „Била си ружа“. После две године рада је издао компакт-диск под називом „Кристина“. То се догодило у децембру 2000. године, одмах након фестивала у Будви, где је наступио са песмом „Сати, дани, године“. Песме „Зауставићу вријеме“, „Сати, дани, године“, „Град“ и „Пробуди ме“ биле су веома слушане, а снимио је и спотове за те нумере. Након тих песама, у децембру 2002. године, у издању „Горатона“ изашла је песма „Буди ми вода“ и дванаест нових песама. На фестивалу у Будви 2003. године појавио се са песмом „Постојим и ја“ која осваја награду за најбољи аранжман и постаје хит. Године 2004. је снимио песме „Не могу да ти опростим“ и „Љубави проклета“. Свој трећи по реду албум под називом „Кад ти затреба“, са десет нових песама, објавио је 2005. Најпопуларнија међу њима је песма „Погледи у тами“ која је постала велики хит. На Беовизији 2007. и 2008. године је добио награду за поп певача године. 2013. године интерно је изабран од стране јавног сервиса Црне Горе за представника на Песми Евровизије 2014. године, које је одржано у Данској. 2017. компоновао је оригиналну музику за популарну домаћу серију „Истине и лажи”, а 2018. године створио је и компоновао прву српску цртану серију „Лола и Мила” инспирисан својим усвојеним ћеркама.

## Дискографија
- Кристина (2000)
- Буди ми вода (2003)
- Кад ти затреба (2005)
- Пола мога свијета (2007)
- 2 минута (2010)
- Баладе[4] (2011)
- Мој свијет (2015)

## Фестивали
Сунчане скале, Херцег Нови:
- Била си ружа, '98
- Никада, 2002

Пјесма Медитерана, Будва:
- Сати, дани, године, 2000
- За мене боља не постоји, 2001
- Постојим и ја, 2003
- Љубави проклета, 2004

Европесма / Европјесма:
- Не могу да ти опростим, 2004

Руњићеве вечери, Сплит:
- Молитва за Магдалену, 2011

Евросонг:
- Мој свијет (као представник Црне Горе), 19. место, 2014

Београдско пролеће:
- Вуче, вуче, бубо лења (Дечје београдско пролеће), 2016
- Жирафа (Дечје београдско пролеће), 2017
- Оле, оле (Дечје београдско пролеће), 2018
- Свако дијете треба знати да је важно зубе прати (Дечје београдско пролеће), 2019
- Марсовац (Дечје београдско пролеће), 2023
- Нећу да одрастем (Дечје београдско пролеће), 2024

CMC festival, Водице:
- Нек' те љубав дочека, 2017

Мелодије Јадрана, Сплит:
- Дај шта даш (Вече нових песама - Хит лета), 2023

## Филмографија
- Лола и Мила - медвед Миша (глас, 2018)
- Истине и лажи - он лично (специјални гост) (2018)
- Зборница (ТВ серија)